# Pinselblättriger Wasserhahnenfuß
Der Pinselblättriger Wasserhahnenfuß (Ranunculus penicillatus) ist eine Pflanzenart aus der Gattung [Hahnenfuß] (Ranunculus) innerhalb der Familie der Hahnenfußgewächse (Ranunculaceae). Diese Wasserpflanze wächst meist in nährstoffreichen fließenden Gewässern.

## Beschreibung

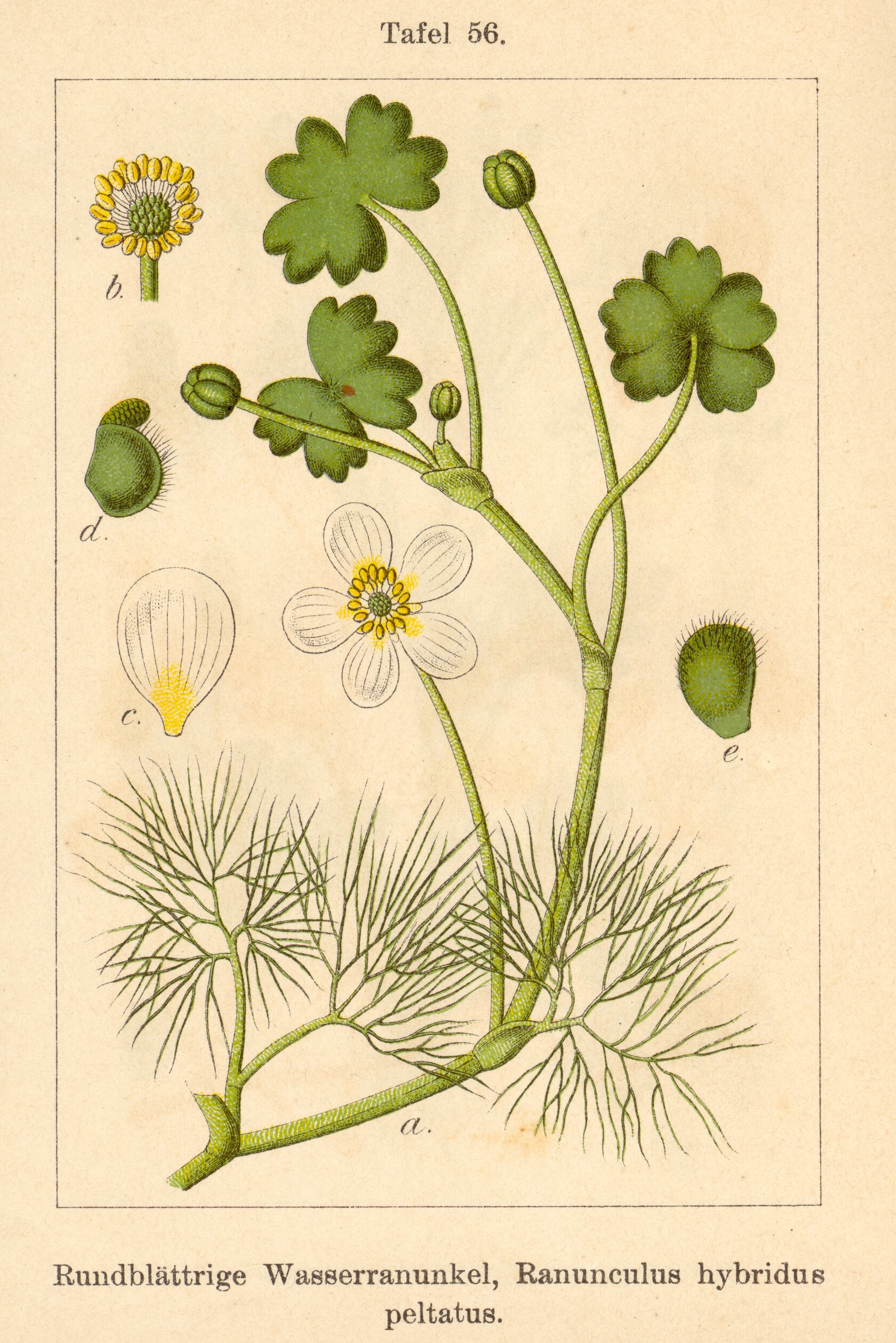
Illustration

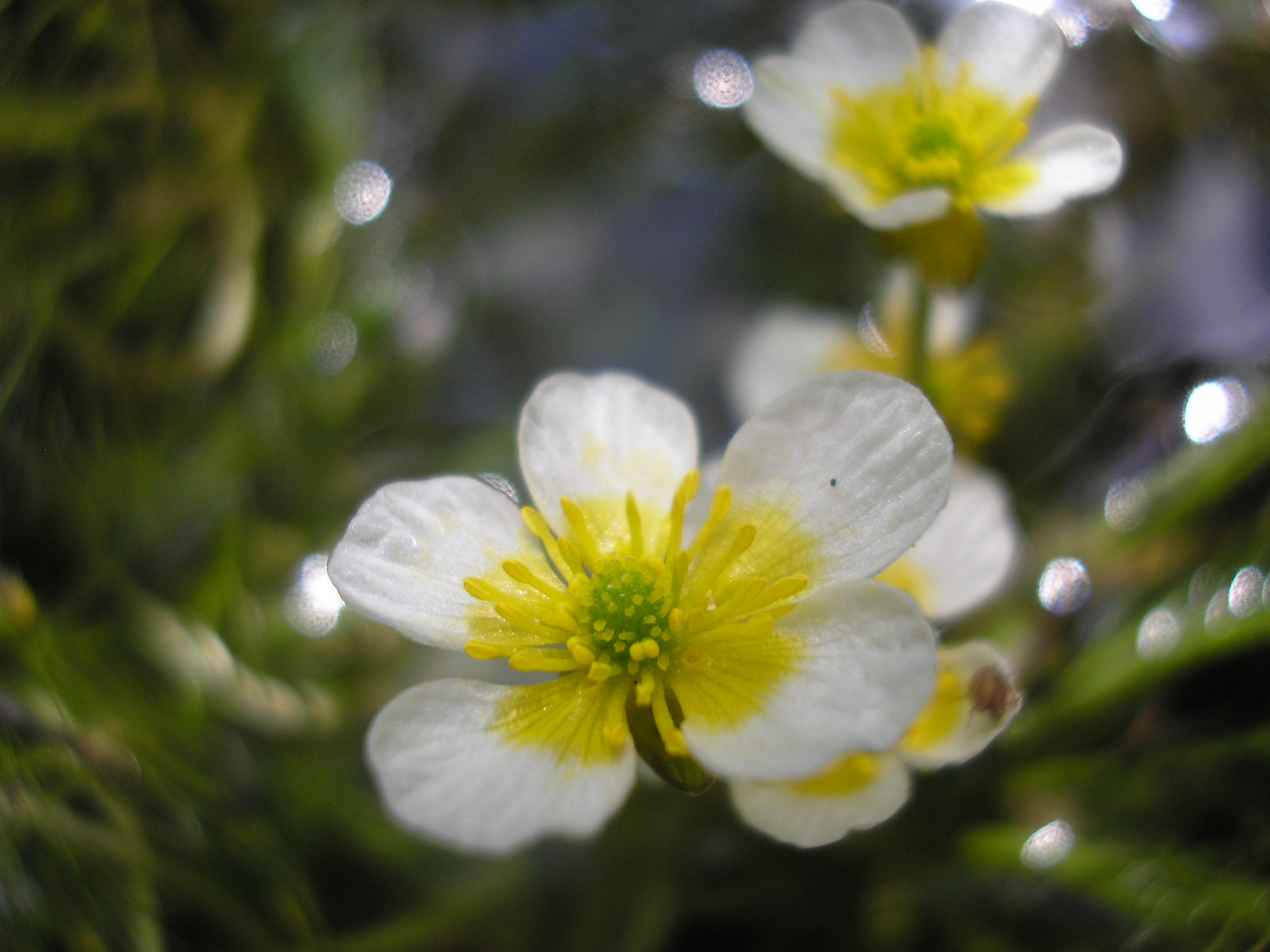
Blüte von oben

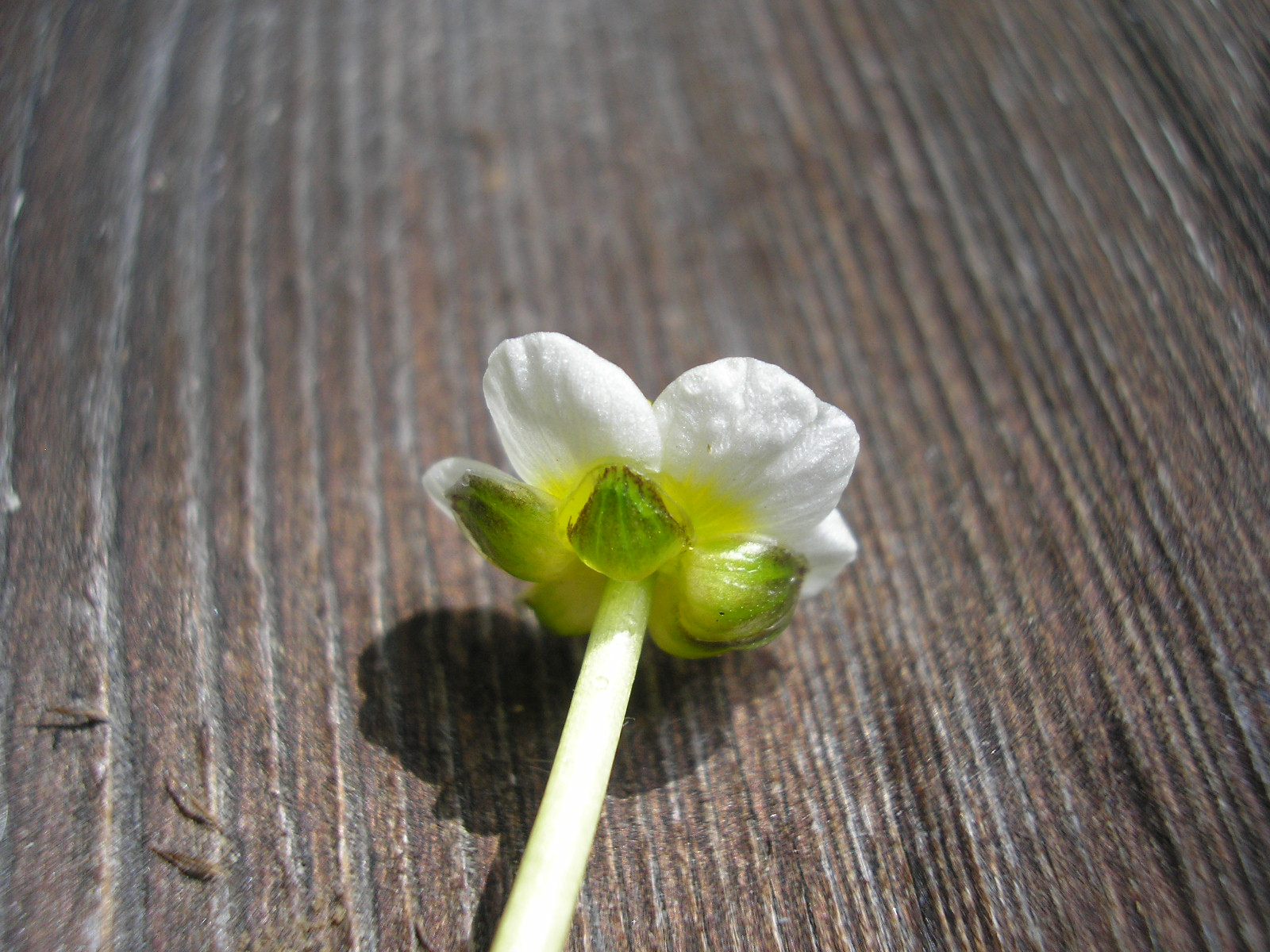
Blüte von seitlich unten, gut zu erkennen sind die Unterseiten der Kelch- und Kronblätter

### Vegetative Merkmale
Der Pinselblättrige Wasserhahnenfuß ist eine einjährige oder ausdauernde, wintergrüne Wasserpflanze. Die mit Luftkammern versehenen, kahlen, flutenden Stängel wachsen aufrecht oder liegend. Die Pflanze bildet drei- bis fünflappige, am Grund keilförmig verschmälerte, halbkreisförmige Schwimmblätter aus. Die Schwimmblätter können aber auch fehlen. Angepasst an das Leben unter Wasser hat die Pflanze fein zerteilte, haarförmige Wasserblätter. Außerhalb des Wassers fallen diese pinselförmig zusammen.

### Generative Merkmale
Die Blütezeit reicht Mai bis September. Am oberen Teil der Stängel entspringen wenige Blüten und ragen über die Wasseroberfläche. Die langen Blütenstiele entspringen gegenüber dem Blattansatz.
Die Blüten sind mit bis zu 3 Zentimetern Durchmesser recht groß im Vergleich zu anderen Wasserhahnenfuß-Arten. Die zwittrige Blüte ist radiärsymmetrisch und fünfzählig. Die fünf grünen, abstehenden Kelchblätter sind 3 bis 7 Millimeter lang. Die fünf weißen und an ihrer Basis gelben Kronblätter überlappen sich meistens und sind bei einer Länge von 10 bis 15, selten bis zu 20 Millimetern verkehrt-eiförmig mit gerundetem oberen Ende.
Es sind meist 8 bis 20, manchmal bis zu 40 Staubblätter vorhanden, dabei werden auch Nektarblätter ausgebildet.
In einer Sammelfrucht befinden sich manchmal auch nur 15 bis, meist 50 bis 80 Nüsschen. Die Nüsschen sind kahl oder behaart.
Es liegt Triploidie, Tetraploidie, Pentaploidie oder Hexaploidie mit den Chromosomenzahlen 2n = 24, 32, 40 oder 48 vor.

## Ökologie
Die Bestäubung erfolgt durch Insekten oder durch Selbstbestäubung. Zu ihrer Ausbreitung nützt Ranunculus penicillatus die sehr effektive Wasserausbreitung.
Insbesondere die Unterart Ranunculus penicillatus subsp. pseudofluitans kann sich in manchen Flüssen so stark ausbreiten, dass dies starke Auswirkungen auf die Ökologie des Flusses hat. So kann er die Durchflussmenge als auch den Sauerstoffgehalt stark beeinträchtigen. Er wird dann zur dominierenden Pflanzenart in diesem Gebiet. Das hat dazu geführt, dass in manchen Gebieten die zuständigen Verwaltungen die Pflanzenteile ernten lassen, um Überflutungen zu vermeiden. Doch bereits bei leicht verändernden Bedingungen verändert sich auch die Ausbreitung des Pinselblättrigen Hahnenfußes nachhaltig.

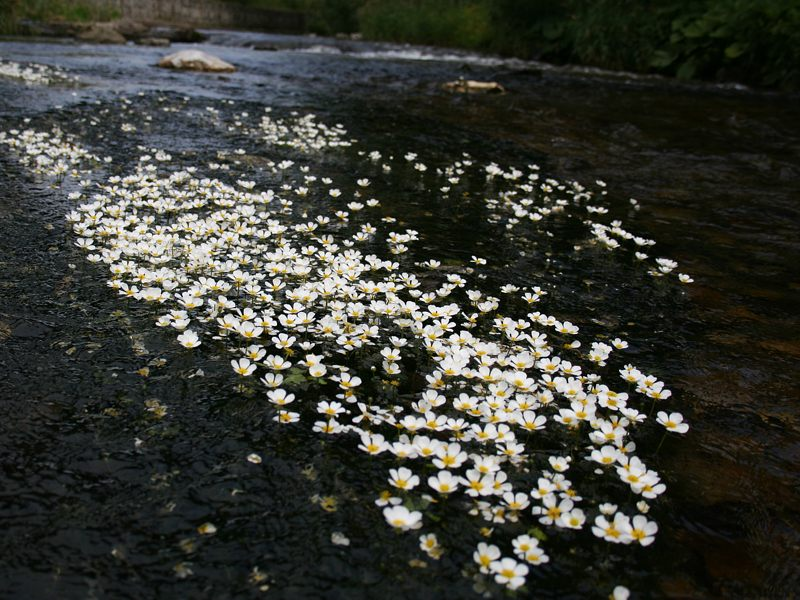
Unterart Ranunculus penicillatus subsp. pseudofluitans

## Vorkommen und Gefährdung
Der Pinselblättriger Wasserhahnenfuß gedeiht in den gemäßigten Gebieten Europas in Höhenlagen von bis etwa 700 Metern. Er wächst vor allem in nährstoffreichen fließenden Gewässern. Dabei kann die Fließgeschwindigkeit von langsam bis rasch variieren. Der Pinselblättriger Wasserhahnenfuß benötigt sonnige bis halbschattige Standorte und gedeiht selten auf saueren Böden. Er gedeiht in bis zu 1 Meter Wassertiefe über sandig-kiesigen, schlammigen Böden. Er ist eine Charakterart des Ranunculetum fluitantis bzw. des Callitrichetum hamulatae aus dem Verband Ranunculion fluitantis.
Die ökologische Zeigerwerte nach Ellenberg sind: Lichtzahl 8 = Halblicht- bis Volllichtpflanze; Temperaturzahl 6 = Mäßigwärme- bis Wärmezeiger; Kontinentalitätszahl 4 = gemäßigtes Seeklima zeigend; Feuchtezahl 11 = Wasserpflanze; Feuchtewechsel: keinen Wechsel der Feuchte zeigend; Reaktionszahl 7 = Schwachbasenzeiger; Stickstoffzahl: indifferent; Salzzahl 0 = nicht salzertragend; Schwermetallresistenz: nicht schwermetallresistent.
Die ökologischen Zeigerwerte nach Landolt et al. 2010 sind in der Schweiz: Feuchtezahl F = 5uf (unter Wasser), Lichtzahl L = 4 (hell), Reaktionszahl R = 4 (neutral bis basisch), Temperaturzahl T = 4 (kollin), Nährstoffzahl N = 3 (mäßig nährstoffarm bis mäßig nährstoffreich), Kontinentalitätszahl K = 1 (ozeanisch).
In der Liste der gefährdeten Pflanzenarten in Deutschland nach Metzing et al. 2018 wird Ranunculus penicillatus in der Vorwarnliste geführt. Ranunculus penicillatus gilt in einigen deutschen Bundesländern (Niedersachsen, Bremen, Brandenburg, Berlin, Sachsen-Anhalt, Thüringen sowie Nordrhein-Westfalen) als „gefährdet“ = Kategorie 3 (Daten sind alle vor dem Jahr 2000). Der Status in der nationalen Roten Liste der Schweiz 2016 ist „Vulnerable“ = „gefährdet“.

## Systematik
Die Erstbeschreibung erfolgte 1863 unter dem Namen (Basionym) Batrachium penicillatum durch Barthélemy Charles Joseph Dumortier in Bull. Soc. Roy. Bot. Belgique, Band 2, S. 216. Die Neukombination zu Ranunculus penicillatus (Dumort.) Bab. wurde 1874 durch Charles Cardale Babington in Man. Brit. Bot. (Babington), 7. Auflage, 7 veröffentlicht. Weitere Synonyme für Ranunculus penicillatus (Dumort.) Bab. sind: Ranunculus vertumnus (C.D.K.Cook) Luferov, Ranunculus aquatilis subsp. marizii Cout., Ranunculus penicillatus var. vertumnus C.D.K.Cook.
Der Pinselblättriger Wasserhahnenfuß (Ranunculus penicillatus) gehört zur Artengruppe der Wasserhahnenfuß (Ranunculus aquatilis agg.) aus der Gattung Ranunculus.
Je nach Autor gibt es etwa zwei Unterarten:
- Ranunculus penicillatus (Dumort.) Bab. subsp. penicillatus: Wird als Pinselblättriger Wasserhahnenfuß im engen Sinn bezeichnet. Die Blätter sind meist länger als die Abstände der Stängelknoten und er bildet gewöhnlich Schwimmblätter aus. Es gibt Fundortangaben für die Länder Portugal, Spanien, Frankreich, Großbritannien, Irland, Belgien, die Niederlande, Deutschland, Dänemark, Schweden, die Schweiz, Italien, Korsika, Sardinien, Sizilien, Lettland, Russland, Polen, Albanien, Bulgarien und Griechenland.[5]
- Ranunculus penicillatus subsp. pseudofluitans (Syme) S.Webster (Syn.: Batrachium kaufmannii (Clerc) V.I.Krecz., Batrachium pseudofluitans (Syme) Nyman, Ranunculus pseudofluitans (Syme) Baker & Foggitt, Ranunculus aquatilis var. pseudofluitans Syme, Ranunculus aquatilis subsp. pseudofluitans (Syme) A.R.Clapham, Ranunculus calcareus Butcher, Ranunculus kaufmannii Clerc, Ranunculus penicillatus var. calcareus (Butcher) C.D.K.Cook, Ranunculus peltatus subsp. pseudofluitans (Syme) Franco): Die Unterwasserblätter dieser Unterart sind kürzer oder etwa gleich lang wie die Abstände der ausgewachsenen Stängelknoten. Der Umriss der Blätter ist verkehrt-kegelförmig und die Blattsegmente sind steif oder schlaff auseinanderweichend mit bis zu 150 Enden.[6] Schwimmblätter sind bei dieser Unterart fast nie vorhanden. Es gibt Fundortangaben für die Länder Portugal, Spanien, Frankreich, Italien, Großbritannien, Irland, Deutschland, Dänemark, Lettland, Litauen, Belarus, Rumänien und Griechenland.[5]